# Luís Reis Torgal
Luís Manuel Soares dos Reis Torgal (Coimbra, 14 de Janeiro de 1942) é oriundo da Beira Baixa e foi um professor universitário português, lente de História da Faculdade de Letras da Universidade de Coimbra. Actualmente intervém na área de História do Estado Novo.
Licenciou-se em História em 1966, doutorou-se em 1978 e tornou-se catedrático em 1987.
Leccionou disciplinas de História Moderna e Contemporânea e de Teoria da História na Universidade de Coimbra. 
Em 2010 declarou publicamente que a decisão do governo português abolir 4 feriados (dois civis e dois religiosos) foi muito mal organizado e uma trapalhada completa e ilegítima.
É coordenador de investigação do Centro de Estudos Interdisciplinares do Século XX da Universidade de Coimbra (CEIS20). Foi director da Revista de História das Ideias e da revista Estudos do Século XX.
É primo do prelado D. Januário Torgal Mendes Ferreira.